# ペンシルバニア鉄道MP70形電車
MP70形電車（PRR MP70）は、ペンシルバニア鉄道が1932年以降製造した電車。導入当時傘下であったロングアイランド鉄道（LIRR）で使用された。アメリカ初の二階建て電車であったが、建築限界の関係で独特の座席配置となっていた。

## 概要

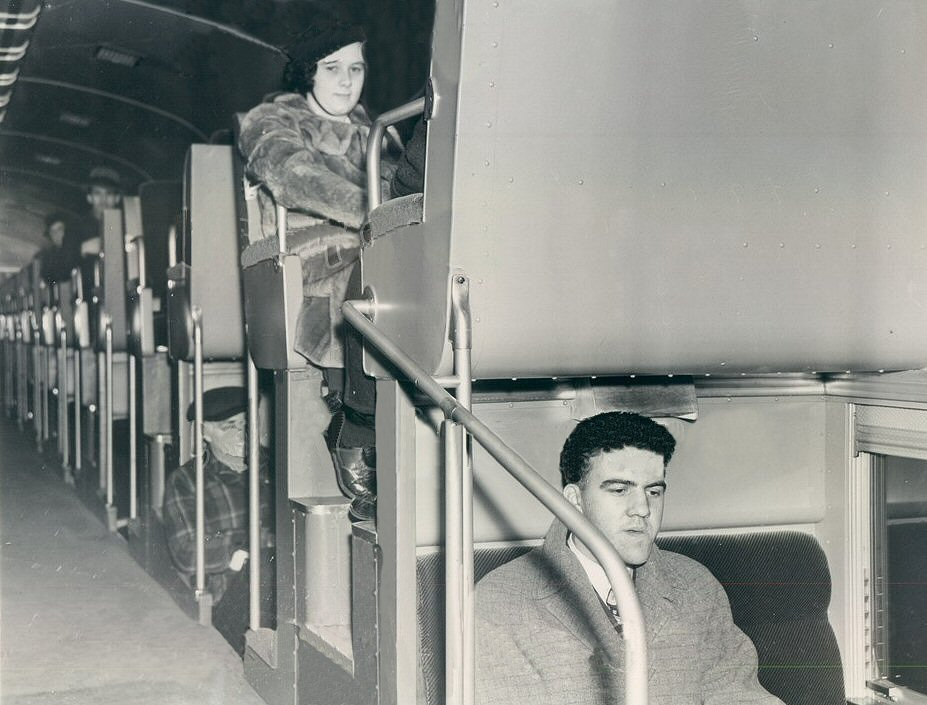
内部はクロスシートが高低互い違いに配置されていた

ペンシルベニア駅やイースト川トンネルの建築限界の都合上、通常の二階建て車両と異なり車内は二層になっておらず、中央の通路の左右に2人掛けのクロスシートが上下互い違いに配置されている構造となっていた。これにより、車体の延長や増結なしに列車の収容力を増やす事が可能となった。
車体にはアルミニウムを使用しており、車両の軽量化に貢献した。最初に製造された試作車の全長は22m（72ft）であったが、以降の増備車は24m（80ft）に延長され座席数も増加している。

## 運用
1932年に試作車である制御車のNo.200が製造された後、1937年に車体を延長した試作車であるNo.201（電動制御車）とNo.1347（制御車）が作られた。第二次世界大戦によるアルミニウム不足のため製造は一時中断したが、終戦後の1947年から量産が始まり、1949年までに電動制御車が48両、制御車が12両作られた。
しかし、互い違いに配置された座席は乗降や検札に時間がかかり、清掃も困難だった。雨天時には中央部の通路から下部の座席に雨水が流れ込む恐れも指摘され、更に機械的な信頼性や維持費にも難があった。そのため、以降の増備車は通常の一階建て電車に戻り、座席数を増やす事でMP70と同数の座席数を確保することとなった。
最終的に1972年2月29日までに引退し、試作車のNo.200がロングアイランド鉄道博物館で保存された。またこの失敗によりロングアイランド鉄道は二階建て車両の導入に慎重となり、C1形客車導入計画時にも当初は一階建て客車にする案を提示していた。